# Ciklopentadienil
U organskoj hemiji, ciklopentadienil je ciklična grupa atoma sa formulom 55. Coklopentadienil je blisko srodan sa ciklopentadienom. Ciklopentadienil sadrži pet atoma ugljenika vezanih u petočlani planarni prsten. Svih pet je vezano za po jedan atom vodonika. Ciklopentadienil je hemijski aromatičan. Veze između njegovih atoma ugljenika su jednake dužine.
Ciklopentadienil se sreće u organometalnoj hemiji gde formira ciklopentadienilne komplekse.